# Zebra (album Yello)
Zebra – album studyjny szwajcarskiego zespołu Yello wydany w 1994 roku przez wytwórnie Mercury Records (Europa) oraz 4th & B’way Records (Stany Zjednoczone).

## Lista utworów
1. Suite 909 (6:16)
2. How How (2:39)
3. Night Train (3:36)
4. Do It (3:08)
5. I... I’m In Love (3:28)
6. S.A.X. (3:12)
7. Fat Cry (4:11)
8. Tremendous Pain (3:58)
9. Move Dance Be Born (6:03)
10. The Premix (How How) (5:54)
11. Poom Shanka (3:28)

## Twórcy
- wokale:
  - Dieter Meier + teksty
  - Boris Blank – utwory: 3-6, 10
  - Eleonore Meier-Leuthold – utwór 7
  - Ian Shaw – utwór 7
- Chico Hablas (utwór 8), Marco Colombo (utwory: 3, 5, 8) – gitara
- LWS - projekt okładki
- Boris Blank – kompozytor, aranżacja, producent